# Fly Air
Fly Air (Turks: Fly Havayolu Taşımacılık A.Ş.) was een private Turkse luchtvaartmaatschappij met als thuisbasis Istanboel. Eerst was Fly Air een chartermaatschappij, maar ze vloog ook geplande vluchten.

## Codes
- IATA: F2
- ICAO: FLM
- Callsign: FLY WORLD

## Geschiedenis
De maatschappij begon met vliegen in 2002 met vliegtuigen van Air Anatolia. Ze vloog in samenwerking met de Trabzon Peksen Groep. De eerste binnenlandse vlucht was in 2003.
Fly Air staakte zijn vluchten in 2007, maar probeert door middel van nieuwe investeringen zijn vluchten te herstarten in 2009.

## Vloot
- 1 Airbus A300 B2
- 1 Airbus A300 B4
- 2 McDonnell Douglas MD-83
- 1 Boeing 737-300

ACT Airlines · AJet · Corendon Airlines · Freebird Airlines · MNG Airlines · Pegasus Airlines · Southwind Airlines · SunExpress · Tailwind Airlines · Turkish Airlines ·  Turkish Cargo · ULS Airlines Cargo

Vluchten gestaakt: Air Anatolia · Ankair · AtlasGlobal · Bestair · Birgenair · Borajet · Fly Air · Inter Airlines · IZair · Orbit Express Airlines · Onur Air · Saga Airlines · Sky Airlines · Tarhan Tower Airlines · Turkuaz Airlines